# Sul mangiare carne
I due discorsi Sul mangiare carne (o De esu carnium) sono un'opera di Plutarco, in forma di declamazione.

## Struttura
Questi due discorsi malamente mutilati, sono parte di una serie di declamazioni che Plutarco, probabilmente da giovane, recitò davanti ad un pubblico beotico. Questi frammenti probabilmente testimoniano una reale scelta giovanile di Plutarco, l'astensione pitagorica o orfica da ogni cibo animale. Di questa scelta, comunque, restano non poche tracce nei Moralia a noi noti, anche se un passaggio corrotto dalle Questioni Simposiali sembra dire che a causa di un sogno il nostro autore si astenne dalle uova per lungo tempo. Nei Precetti igienici, inoltre, Plutarco giustifica il mangiare carne dicendo che "è diventata una sorta di natura secondaria innaturale".
Queste declamazioni, nel complesso, si evidenziano come prodotti piuttosto immaturi, impressione aggravata dal fatto che il testo è piuttosto povero; un'impressione, questa, imputabile all'antologista che avrebbe introdotto interpolazioni stupide e anche un estratto di un lavoro completamente diverso.
Famosa è l'introduzione: 
Porfirio, che riprende le argomentazioni plutarchee nel De abstinentia dice che Plutarco, sul tema vegetariano, attaccò gli Stoici e i Peripatetici; in queste declamazioni la polemica anti-stoica è appena iniziata quando l'opera si interrompe.